# Alcidion sulphurifer
Alcidion sulphurifer är en skalbaggsart som först beskrevs av White 1855.  Alcidion sulphurifer ingår i släktet Alcidion och familjen långhorningar. Inga underarter finns listade i Catalogue of Life.